# Теорема Виноградова про середнє
Теорема Виноградова про середнє - теорема аналітичної теорії чисел про оцінку середнього значення інтеграла деяких тригонометричних сум, званого також інтегралом Виноградова; ключовий результат, що використовується в методі тригонометричних сум. Теорема становить інтерес, зокрема, тому що оцінюваний у ній інтеграл дорівнює кількості розв'язків у цілих числах із досить великого інтервалу системи рівнянь особливого виду.

## Прийняті у статті позначення
Оскільки теорема прямо стосується тригонометричних сум (а отже, і експонент із комплексним показником), то для стислості і зручності використано позначення {\displaystyle e\left({\alpha }\right)=e^{2\pi \alpha i}}, де {\displaystyle \alpha \in {\mathbb {R} }} може бути будь-яким числом.

## Загальний опис задачі
Нехай дано фіксовані натуральні числа {\displaystyle n,k}. Розглянемо систему рівнянь
{\displaystyle \left\{{\begin{matrix}x_{1}+x_{2}+\dots +x_{k}=y_{1}+y_{2}+\dots +y_{k}\\{x_{1}}^{2}+{x_{2}}^{2}+\dots +{x_{k}}^{2}={y_{1}}^{2}+{y_{2}}^{2}+\dots +{y_{k}}^{2}\\\dots \\{x_{1}}^{n}+{x_{2}}^{n}+\dots +{x_{k}}^{n}={y_{1}}^{n}+{y_{2}}^{n}+\dots +{y_{k}}^{n}\end{matrix}}\right.}
або, формальніше,
{\displaystyle \sum \limits _{j=1}^{k}{{x_{j}}^{i}}=\sum \limits _{j=1}^{k}{{y_{j}}^{i}},i=1,\dots ,n}
Потреба в розгляді такої системи виникає, наприклад, під час аналітичного розв'язування проблеми Воринга, але може (у змінених формулюваннях) застосовуватись і в інших галузях.
Якщо позначити через {\displaystyle J_{k,n}(P)} кількість цілих розв'язків зазначеної системи в межах {\displaystyle x_{i},y_{i}\in [1;P],i=1,\dots ,k}, то основне питання формулюється так: як швидко зростає {\displaystyle J_{k,n}(P)} зі зростанням {\displaystyle P}?
Тривіальною оцінкою, очевидно, буде {\displaystyle J_{k,n}(P)\leq P^{2k}}.
Теорема Виноградова дає безпосередні (не асимптотичні) значно кращі за тривіальні оцінки зверху на величину {\displaystyle J_{k,n}(P)} за фіксованих {\displaystyle k} і {\displaystyle n}.

### Формулювання у вигляді інтегралу
Як завжди при використанні тригонометричних сум, умову відповідності змінних рівнянню можна виразити тотожністю
{\displaystyle {\Bigg [}\sum \limits _{j=1}^{k}{{x_{j}}^{i}}-\sum \limits _{j=1}^{k}{{y_{j}}^{i}}=0{\Bigg ]}=\int \limits _{0}^{1}{e\left({\left({\sum \limits _{j=1}^{k}{{x_{j}}^{i}}-\sum \limits _{j=1}^{k}{{y_{j}}^{i}}}\right)\alpha }\right)d\alpha }}
Отже, кількість розв'язків системи рівнянь задовольняє вираз
{\displaystyle J_{n,k}(P)=\sum \limits _{1\leq x_{j},y_{j}\leq P}{\prod \limits _{i=1}^{n}{\int \limits _{0}^{1}{e\left({\left({\sum \limits _{j=1}^{k}{{x_{j}}^{i}}-\sum \limits _{j=1}^{k}{{y_{j}}^{i}}}\right)\alpha }\right)d\alpha }}}=\sum \limits _{1\leq x_{j},y_{j}\leq P}\int \limits _{0}^{1}\dots \int \limits _{0}^{1}{e\left({\sum \limits _{i=1}^{n}{\left({\sum \limits _{j=1}^{k}{{x_{j}}^{i}}-\sum \limits _{j=1}^{k}{{y_{j}}^{i}}}\right)\alpha _{i}}}\right)}d\alpha _{1}\dots d\alpha _{n}=}
{\displaystyle =\int \limits _{0}^{1}\dots \int \limits _{0}^{1}{\sum \limits _{1\leq x_{j},y_{j}\leq P}e\left({\sum \limits _{i=1}^{n}{\left({\sum \limits _{j=1}^{k}{{x_{j}}^{i}}-\sum \limits _{j=1}^{k}{{y_{j}}^{i}}}\right)\alpha _{i}}}\right)}d\alpha _{1}\dots d\alpha _{n}=\int \limits _{0}^{1}\dots \int \limits _{0}^{1}{\sum \limits _{1\leq x_{j},y_{j}\leq P}e{\left({\sum \limits _{j=1}^{k}{\left({\sum \limits _{i=1}^{n}{x_{j}}^{i}\alpha _{i}}\right)}-\sum \limits _{j=1}^{k}{\left({\sum \limits _{i=1}^{n}{y_{j}}^{i}\alpha _{i}}\right)}}\right)}}d\alpha _{1}\dots d\alpha _{n}=}
{\displaystyle =\int \limits _{0}^{1}\dots \int \limits _{0}^{1}{{\Bigg \vert }{\sum \limits _{x=1}^{P}e\left({\sum \limits _{i=1}^{n}{\alpha _{i}x^{i}}}\right)}{\Bigg \vert }^{2k}}d\alpha _{1}\dots d\alpha _{n}=\int \limits _{0}^{1}\dots \int \limits _{0}^{1}{{\Bigg \vert }{\sum \limits _{x=1}^{P}e\left({\alpha _{1}x+\alpha _{2}x^{2}+\dots +\alpha _{k}x^{k}}\right)}{\Bigg \vert }^{2k}}d\alpha _{1}\dots d\alpha _{n}}
Отже, шукана величина оцінюється через інтеграл за сумами Вейля і її можна оцінювати, застосовуючи спільні для цих сум методи.

## Формулювання теореми
Хоча основною перевагою теореми є обмеження порядку зростання {\displaystyle J_{k,n}(P)} відносно {\displaystyle P}, сталий (при фіксованих {\displaystyle k} і {\displaystyle n}) множник, що супроводжує цей порядок зростання, під час доведення також удається виразити явно.
Крім того, оцінки, одержувані в теоремі, виявляються тим кращими, чим більше параметр {\displaystyle k} перевершує параметр {\displaystyle n}. Тому, зазвичай, вводиться додатковий параметр {\displaystyle \tau }, який виражає відношення {\displaystyle {\frac {k}{n}}} або в інший спосіб параметризує зростання {\displaystyle k} відносно {\displaystyle n}.
Через це, а також через складність доведень теореми і велику кількість деталей у них, сталі й вирази, що залежать тільки від {\displaystyle k} і {\displaystyle n}, використовувані в різних формулюваннях теореми, можуть відрізнятися. Зокрема, в різний час різні математики зменшували значення таких множників, а обмеження на значення {\displaystyle (k,n)} послаблювали.

У книзі І. М. Виноградова 1971 року наведено таке формулювання:
| Нехай {\displaystyle n\geq 12}. Для цілого {\displaystyle \tau } позначимо {\displaystyle k_{\tau }=n\tau +\left\lfloor {{\frac {n(n+1)}{4}}+1}\right\rfloor }. Тоді при {\displaystyle k>k_{\tau }} виконується {\displaystyle J_{k,n}(P)<(20n)^{{\frac {n(n+1)}{2}}\tau }P^{2k-{\frac {n(n+1)}{2}}+{\frac {n(n+1)}{2}}\left({1-{\frac {1}{n}}}\right)^{\tau }}} |

У підручнику А. О. Карацуби 1983 року доводиться:
| Нехай {\displaystyle \tau >0} — ціле, {\displaystyle k\geq n\tau }, {\displaystyle P\geq 1}. Тоді {\displaystyle J_{k,n}(P)\leq D_{\tau ,n}P^{2k-\delta (\tau ,n)}}, де {\displaystyle \delta (\tau ,n)={\frac {n(n+1)}{2}}\left({1-\left({1-{\frac {1}{n}}}\right)^{\tau }}\right)}; {\displaystyle D_{\tau ,n}=(n\tau )^{6n\tau }(2n)^{4n(n+1)\tau }} |

## Основна лема

### Суть твердження
Питання оцінки числа розв'язків системи рівнянь
{\displaystyle \left\{{\begin{matrix}x_{1}+x_{2}+\dots +x_{k}=y_{1}+y_{2}+\dots +y_{k}\\{x_{1}}^{2}+{x_{2}}^{2}+\dots +{x_{k}}^{2}={y_{1}}^{2}+{y_{2}}^{2}+\dots +{y_{k}}^{2}\\\dots \\{x_{1}}^{n}+{x_{2}}^{n}+\dots +{x_{k}}^{n}={y_{1}}^{n}+{y_{2}}^{n}+\dots +{y_{k}}^{n}\end{matrix}}\right.}
безпосередньо пов'язане з питанням про кількість розв'язків системи
{\displaystyle \left\{{\begin{matrix}x_{1}+x_{2}+\dots +x_{k}=\lambda _{1}\\{x_{1}}^{2}+{x_{2}}^{2}+\dots +{x_{k}}^{2}=\lambda _{2}\\\dots \\{x_{1}}^{n}+{x_{2}}^{n}+\dots +{x_{k}}^{n}=\lambda _{k}\end{matrix}}\right.}
за фіксованих {\displaystyle \lambda _{1},\dots ,\lambda _{k}}. Задачу, схожу на цю, але дещо полегшену особливими умовами та ослабленням вимог, удається розв'язати безпосередньо. Саме розв'язання такої задачі становить основну лему, яка відіграє головну роль у доведенні теореми Виноградова. Особливі умови, необхідні для можливості безпосереднього розв'язання задачі, полягають у тому, що:
- припускається, що кількість змінних дорівнює кількості рівнянь;
- припускається, що змінні набувають значень із різних, сильно віддалених один від одного, інтервалів - тобто різниця між будь-якими різними {\displaystyle x_{i}} і {\displaystyle x_{j}} перевершує деяку заздалегідь задану величину;
- замість вимоги рівності {\displaystyle {x_{1}}^{s}+{x_{2}}^{s}+\dots +{x_{k}}^{s}=\lambda _{s}} аналізується вимога належності до відносно короткого інтервалу, тобто {\displaystyle {x_{1}}^{s}+{x_{2}}^{s}+\dots +{x_{k}}^{s}\in I_{s}} для заданого інтервалу {\displaystyle I_{s}} малої довжини.

Обмеженість кількості розв'язків за заданих умов очевидна через опуклість функцій {\displaystyle x^{2},x^{3},\dots ,x^{n}} - дійсно, якщо функція {\displaystyle f} опукла, а інтервали лежать суттєво далеко один від одного, то й відмінність величин похідної цієї функції цих інтервалах сильно відрізняється. Це означає, що значення {\displaystyle f} на числах другого інтервалу будуть розташовані на координатній прямій більш розріджено, ніж значення на числах з першого інтервалу. Отже, однакові за величиною (але різноспрямовані) зміни якихось двох змінних тягнуть, у більшості випадків, неоднакову за величиною зміну значення функції, тому, коли сума {\displaystyle x_{1}+x_{2}} залишається в рамках деякого короткого інтервалу при зміні змінної {\displaystyle x_{1}}, то сума {\displaystyle f(x_{1})+f(x_{2})} змінює значення в дуже великому інтервалі. Якщо цей великий інтервал більший за необхідний, то кількість розв'язків, відповідно, буде малою.
Однак самі по собі міркування опуклості в класичному доведенні теореми не використовуються, оскільки воно безпосередньо аналізує властивості цілих степенів і коефіцієнти многочленів, що отримуються з них.

### Строге формулювання
Тут наведено формулювання із книги Карацуби. Формулювання в книзі Виноградова аналогічне, лише дещо відмінні множники, які залежать від {\displaystyle n}.
| Нехай {\displaystyle n>2,P>{(2n)}^{4n}}, {\displaystyle H={(2n)}^{4}}, {\displaystyle R={\frac {P}{H}}}. Нехай також {\displaystyle v_{1},\dots ,v_{n}} пробігають цілі числа інтервалів {\displaystyle X_{1}<v_{1}\leq Y_{1},\dots ,X_{n}<v_{n}\leq Y_{n},} де при деякому {\displaystyle \omega } з умовою {\displaystyle 0\leq \omega <P} маємо {\displaystyle -\omega <X_{1},\ X_{1}+R=Y_{1},\ Y_{1}+R\leq X_{2},\dots ,X_{n}+R=Y_{n},Y_{n}\leq -\omega +P} Тоді число {\displaystyle E_{1}} систем значень {\displaystyle v_{1},\dots ,v_{n}} таких, що суми {\displaystyle V_{1}=v_{1}+\dots +v_{n},\dots ,V_{n}={v_{1}}^{n}+\dots +{v_{n}}^{n}} лежать, відповідно, в деяких інтервалах із довжинами {\displaystyle 1,\dots ,P^{n-1}}, задовольняє нерівність {\displaystyle E_{1}<e^{r(n)-1}H^{\frac {n(n-1)}{2}},\ r(n)=-{\frac {n^{2}}{2}}\ln {n}+{\frac {3}{4}}n^{2}+{\frac {3}{2}}n} А якщо {\displaystyle {v_{1}}^{*},\dots ,{v_{n}}^{*}} пробігають ті самі значення, що й {\displaystyle v_{1},\dots ,v_{n}} (незалежно від останніх), то число {\displaystyle E} випадків, коли різниці {\displaystyle V_{1}-{V_{1}}^{*},\dots ,V_{n}-{V_{n}}^{*}} лежать відповідно в деяких інтервалах із довжинами {\displaystyle P^{1-{\frac {1}{n}}},\dots ,P^{n\left({1-{\frac {1}{n}}}\right)}}, задовольняє нерівність {\displaystyle E<2e^{r(n)}H^{\frac {n(n-2)}{2}}P^{\frac {3n-1}{2}}} |

### Коротка схема доведення
Основну складність становить доведення оцінки на {\displaystyle E_{1}}. З неї оцінка на {\displaystyle E} виводиться тривіально.
Нехай є дві системи {\displaystyle (\eta _{1},\dots ,\eta _{n})} і {\displaystyle (\eta _{1}+\xi _{1},\dots ,\eta _{n}+\xi _{n})} суми степенів яких належать заданим інтервалам {\displaystyle I_{1},\dots ,I_{n}} і {\displaystyle \xi _{n}>0}. Це фактично означає, що
{\displaystyle \left\{{\begin{matrix}(\eta _{1}+\xi _{1})-\eta _{1}+\dots +(\eta _{n}+\xi _{n})-\eta _{n}=\theta _{1}|I_{1}|\\(\eta _{1}+\xi _{1})^{2}-{\eta _{1}}^{2}+\dots +(\eta _{n}+\xi _{n})^{2}-{\eta _{n}}^{2}=\theta _{2}|I_{2}|\\\dots \\(\eta _{1}+\xi _{1})^{n}-{\eta _{1}}^{n}+\dots +(\eta _{n}+\xi _{n})^{n}-{\eta _{n}}^{n}=\theta _{n}|I_{n}|\end{matrix}}\right.}
де {\displaystyle \eta _{1},\dots ,\eta _{n}\in (-1;1)}. Якщо у всі доданки підставити вираз {\displaystyle (\eta _{i}+\xi _{i})^{s}-{\eta _{i}}^{s}={\frac {(\eta _{i}+\xi _{i})^{s}-{\eta _{i}}^{s}}{\xi ^{s}}}\xi ^{s}} і виразити {\displaystyle \xi _{s}} за методом Крамера через дроби вигляду {\displaystyle {\frac {(\eta _{i}+\xi _{i})^{s}-{\eta _{i}}^{s}}{\xi ^{s}}}} (явно розкривши визначники), то з теореми Лагранжа випливатиме, що {\displaystyle \xi _{s}} задовольняє за деяких {\displaystyle x_{1}\in (\eta _{1},\eta _{1}+\xi _{1}),\dots ,x_{n}\in (\eta _{n},\eta _{n}+\xi _{n})} розв'язок системи рівнянь
{\displaystyle \left\{{\begin{matrix}\xi _{1}+\dots +\xi _{n}=\theta _{1}|I_{1}|\\x_{1}\xi _{1}+\dots x_{n}\xi _{n}=\theta _{2}|I_{2}|\\\dots \\{x_{1}}^{n-1}\xi _{1}+\dots {x_{n}}^{n-1}\xi _{n}=\theta |I_{n}|\end{matrix}}\right.}
Матриця коефіцієнтів цієї системи є матрицею Вандермонда і аналіз розв'язків системи виявляється легко зробити, виходячи із загальновідомого виразу визначника таких матриць.

## Схема доведення теореми
Теорема доводиться в інтегральному формулюванні. Доведення проводиться індукцією відносно {\displaystyle n} і {\displaystyle P} у кілька етапів:
1. Інтервал {\displaystyle [1;P]} розбивається на деяку (залежну від {\displaystyle n}) кількість підінтервалів, і кратна тригонометрична сума під інтегралом розкладається на сукупність таких сум за кожною можливою комбінацією {\displaystyle k} таких інтервалів;
2. Усі набори підінтервалів ділять на дві групи:
  - набори, серед яких є хоча б {\displaystyle n} таких, що жодні два з них не сусідні і не збігаються;
  - решта наборів.
3. Після цього загальна кількість розв'язків обмежується сумою кількостей розв'язків для наборів кожної з цих двох множин (помноженою на сталу 2).
4. З першої множини наборів вибирають якийсь один, для якого квадрат модуля тригонометричної суми найбільший. Після цього сума за всіма наборами оцінюється тривіально множенням суми за найкращим набором на кількість наборів.
5. Через нерівність між арифметичним та геометричним середніми у вибраному наборі з першої множини {\displaystyle 2k-2n} з {\displaystyle 2k} змінних «заганяються» в якийсь один інтервал (тобто доводиться, що якщо вони пробігають деякий, один для всіх інтервал замість свого, то кількість розв'язків не зменшується). Тобто на цьому етапі систему рівнянь зведено до вигляду, коли {\displaystyle 2n} змінних пробігають різні, віддалені один від одного інтервали, а {\displaystyle 2k-2n} змінних пробігають якийсь один і той самий інтервал.
6. Кількість розв'язків системи рівнянь, що вийшла, виражається сумою за добутками кількостей подань того чи іншого числа
7. Кількість подань різницею сум змінних з {\displaystyle 2k-2n} однакових інтервалів виноситься за дужки та оцінюється через припущення індукції (оскільки кількість змінних і діапазон їх значень малі, порівняно з початковими);
8. Після винесення множника за дужки вираз для кількості розв'язків рівняння перетворюється на вираз для кількості розв'язків нерівності, що обмежує різницю двох степеневих сум. Кількість розв'язків цієї нерівності оцінюється через основну лему.
9. Для другої множини наборів підінтервалів просто доводиться, що таких наборів дуже мало. Далі знову всі змінні зводяться до одного (але меншого за довжиною, ніж {\displaystyle P}) інтервалу, а це вже дозволяє застосувати припущення індукції до найкращого з них (з огляду на найбільшу кількість розв'язків).

## Застосування
Історично теорему вперше використано при розв'язуванні проблеми Воринга, проте іноді її застосовують і в інших галузях теорії чисел, наприклад, для оцінки коротких сум Клоостермана.